# Jochen Gnauert

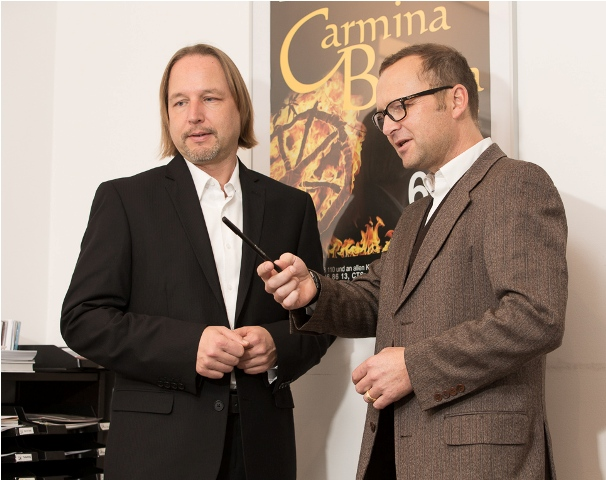
Jochen Gnauert (rechts) und Hilmar Körzinger, 2015

Jochen Gnauert (* 1963 in Augsburg) ist ein deutscher Kulturmanager und Regisseur. Er leitet den Geschäftsbereich Kultur der Stadt Unterschleißheim.

## Leben
Nach dem Besuch des musischen Wolfram-von-Eschenbach-Gymnasiums in Schwabach legte Gnauert im Jahr 1984 sein Abitur am Gymnasium Himmelsthür in Hildesheim ab. Nach seinem Zivildienst studierte er Musikwissenschaft (u. a. bei Theodor Göllner), Theaterwissenschaft (u. a. bei Jürgen Schläder) und Germanistik in München und Berlin und schloss im Jahr 1991 mit dem Magister artium ab.
Während des Studiums war er am Stadttheater Hildesheim (Intendant Pierre Léon) und am Staatstheater am Gärtnerplatz (Intendant Hellmuth Matiasek) als Regieassistent engagiert. Im Jahr 1991 wechselte er an das Pfalztheater Kaiserslautern als Spielleiter und arbeitete hier mit Ulrich Peters zusammen. Von 1992 bis 1997 war er Erster Spielleiter für Musiktheater und Assistent des Intendanten am Theater Augsburg (Peter Baumgardt). Dort inszenierte er u. a. 1995 das Musical The Rocky Horror Show.
Als freischaffender Regisseur inszenierte er u. a. an der Hoofdstad-Operette Amsterdam (Das Land des Lächelns, Spielzeit 1998/99), am Vogtlandtheater Plauen (u. a. Die Entführung aus dem Serail, Spielzeit 1997/98), am Thüringer Landestheater Eisenach, am Theater Stralsund, am Landestheater Coburg und am Theater Bregenz.
Seit 2002 leitet er als Geschäftsführender Gesellschafter – gemeinsam mit Hilmar Körzinger – die Konzert- und Beratungsagentur Kulturgipfel. Er produziert und veranstaltet im deutschsprachigen Raum verschiedene Klassik-Reihen wie die Nymphenburger Schlosskonzerte, die Münchner Residenzkonzerte, die Stuttgarter Schlosskonzerte, die Marienroder Klosterkonzerte und den Münchner Open Air Sommer, mit jährlich über 300 Veranstaltungen. Außerdem verantwortete er die Programmplanung für das Spielzeitprogramm 2016/17 des Parktheaters Augsburg im Kurhaus Göggingen. In der Saison 2021/22 war er Künstlerischer Leiter des „Internationalen Spitzenfestivals Lepoglava“ (International Lace Festival Lepoglava) in der kroatischen Stadt Lepoglava. 2022/2023 leitete er als Geschäftsführer die Bad Reichenhaller Philharmoniker. Seit November 2023 leitet er als Geschäftsbereichsleiter Kultur die kommunale Kulturverwaltung der Stadt Unterschleißheim.
Er ist mit der niederländischen Fernseh-Regisseurin Saskya Kamphuis verheiratet und hat zwei Töchter.

## Lehrtätigkeit
Kultur- und Musikmanagement lehrt er an verschiedenen Hochschulen; u. a. an der Katholischen Universität Eichstätt-Ingolstadt, an der Hochschule München, an der Hochschule für angewandtes Management Erding und an der Hochschule der Medien München.